# Sampsa Astala
Sampsa Astala (Vantaa, 1974. január 23. –) finn dobos és énekes, a finn Lordi zenekar korábbi dobosa. Művésznevén Kita, magyarul a torok. 2000-ben lépett be a zenekarba. Maszkját nagybátyjától Sami "G-Stealer" Keinänen-től kapta. 2002-ben ő szervezte be a Lordiba Kalmát, mivel korábban együtt játszottak a SO nevű rockzenekarban. Jelenleg a Stala&SO zenekar énekese.

## Lordi Kita
Astala művészneve Kita. Jelmezét nagybátyjától örökölte, ám a lény története teljesen más. Kita egy félig ember, félig földönkívüli szörny. Szóval amolyan alien szerű lényt alakít.2005-ben szintén újított jelmezén. Levetette a G-Stealertől kapott maszkot, és helyette egy újat vett fel. Új jelmeze nem változtatott a megjelenített bestián. Új jelmezének felépítésének ötletét, a KISS egykori dobosának jelmezéből merítette. Ez a dobos volt Eric Carr.
2008-ban a zenekar új jelmezeket készített. Kita az új jelmezében már nem csak egy földönkívüli szörnyet jelenít meg, hanem ezúttal az Alien-t amit addig alakított keresztezte egy szamuráj harcossal. Így az új jelmezével egy alien-szamurájt visz színpadra.
2010-ben vált ki a Lordiból, hogy új zenekarával, a Stala&SO-val indulhasson az Eurovíziós Dalfesztiválon, a Pamela című dallal.

## Zenekarai
- Lordi (2000–2010)
- Stala&SO (2010-2016)
- Sampsa Astala ja Qma (2016-napjainkig

## Diszkográfia
- Lordi: Get Heavy (2002) (dob, háttérének)

- Apulanta: Hiekka (2002) (háttérének)

- Lordi: The Monsterican Dream (2004) (dob, háttérének)

- Järjestyshäiriö: Levoton (EP) (2004) (háttérének)

- Lordi: The Arockalypse (2006) (dob, háttérének)

- Hanna Pakarinen: Lovers (2007) (Háttérének)

- Lordi: Deadache (2008) (dob, háttérének)

- Pete Parkkonen: First Album (2009) (zeneszerző)
- Lordi: Babez for Breakfast (2010) (dob, háttérének)
- Stala&SO: It is SO (2011) (ének)
- Stala&SO: Play Another Round (2013) ének